# Писарев, Геннадий Васильевич
Геннадий Васильевич Писарев (7 (20) февраля 1913 — 29 марта 1957) — советский лётчик  минно-торпедной авиации Военно-морского флота во время Великой Отечественной войны, Герой Советского Союза (6.03.1945). Подполковник (31.05.1949).

## Биография
Родился 7 (20) февраля 1913 года в селе Большое Берёзово (ныне Вичугского района Ивановской области) в крестьянской семье. Русский. Жил в селе Вичуга, где работал на фабрике отец. Окончил 7 классов и в 1931 году школу фабрично-заводского ученичества при фабрике Ногина в городе Вичуге. Работал на фабрике имени Шагова ремонтировщиком прядильных машин, затем руководителем в кабинете рабочего образования на фабрике им. Красина.
В декабре 1933 года добровольно, через Вичугский райвоенкомат, вступил в Красную Армию. Срочную службу проходил в 4-м артиллерийском полку в Белорусской ССР, остался на сверхсрочную службу. В феврале 1936 года окончил курсы лейтенантов в Одессе (по другим данным — в Бобруйске), продолжал службу в командиром взвода разведки, с февраля 1937 — командиром полубатареи 4-го артиллерийского полка 4-й стрелковой дивизии 5-го стрелкового корпуса (Белорусский военный округ).
В январе 1938 года направлен на учёбу и в январе 1939 года окончил 3-ю школу лётчиков и лётчиков-наблюдателей им. Ворошилова в городе Чкалове, после его три года его служба проходила в пограничных войсках НКВД СССР. Был направлен лётчиком-наблюдателем в 6-й отдельный авиаотряд 21-й авиационной бригады войск НКВД Белорусского округа, который в декабре 1939 года преобразован в 6-ю авиационную эскадрилью 21-й бригады войск НКВД и передислоцирован на аэродром Коктебель (Крым). Летал на самолете Р-5, за отличия в учениях не раз получал благодарности командования. Член ВКП(б) с 1938 года. 
В этой эскадрилье встретил начало Великой Отечественной войны. Вскоре после начала войны эскадрилья была расформирована, а Геннадия Писарева перевели в военно-морскую авиацию.
С 17 июля 1941 по март 1942 года воевал воздушным стрелком-бомбардиром самолета Пе-2 в составе 40-го бомбардировочного авиационного полка ВВС Черноморского флота. Участвовал в обороне Одессы, в боях на Перекопе, в налёте на румынский порт Констанца в сентябре 1941 года. Был дважды ранен, над Перекопом и Констанцей, но оставался в строю.
В марте 1942 года отозван с фронта на учёбу. В мае 1942 окончил Курсы усовершенствования командного состава ВВС ВМФ. Полгода в составе Особой перегоночной авиагруппы перегонял из Ирана самолеты А-20 «Boston», поступавшие по ленд-лизу для морской авиации.
С января 1943 года вновь на фронте, теперь воевал штурманом авиационного звена 36-го минно-торпедного авиационного полка (1-й минно-торпедной авиационной дивизии ВВС Черноморского флота, а в 1944 году стал штурманом эскадрильи этого полка. Участвовал в битве за Кавказ и в Крымской наступательной операции, в боевых вылетах на атаки портов Анапа, Керчь, Феодосия, Ялта, Севастополь. Часто летал штурманом в экипаже самолёта Ил-4 Героя Советского Союза майора Афанасия Фокина.
В конце апреля 1944 года полк был выведен в тыл на переформирование. В июне 1944 года полк был переброшен в Заполярье и включен в состав 5-й минно-торпедной авиационной дивизии ВВС Северного флота. Участвовал в обороне Заполярья, в Петсамо-Киркинесской наступательной операции, в налётах на Петсамо и Киркенес, в атаках конвоев противника в Баренцевом море.
К концу октября 1944 года штурман эскадрильи капитан Писарев Г. В. совершил 84 боевых вылета, в том числе 8 на торпедирование морских целей. В составе экипажа участвовал в потоплении 4-х транспортов и 1 тральщика; в группе с другими экипажами участвовал в потоплении 1 транспорта, 4-х быстроходных десантных барж и 2-х каботажных судов. Также в составе группы повредил 2 транспорта. За эти подвиги представлен к присвоению звания Героя советского Союза.
Указом Президиума Верховного Совета СССР от 6 марта 1945 года «за образцовое выполнение боевых заданий командования на фронте борьбы с немецко-фашистскими захватчиками и проявленные при этом отвагу и геройство» капитану Писареву Геннадию Васильевичу присвоено звание Героя Советского Союза с вручением ордена Ленина и медали «Золотая Звезда».
К декабрю 1944 года штурман эскадрильи 36-го минно-торпедного авиационного полка (5-й минно-торпедной авиационной дивизии Военно-воздушных сил Северного флота) капитан Геннадий Писарев совершил 92 боевых вылета (тогда же боевые действия в Заполярье в-основном прекратились). День Победы встретил в должности помощника штурмана по аэронавигации 5-й минно-торпедной авиационной Киркенесской Краснознамённой дивизии ВВС Северного флота.
После войны продолжал службу в ВМФ СССР, в своей дивизии. В 1949 году окончил курсы усовершенствования штурманов при Высшей школе штурманов ВВС. Освоил реактивные самолеты, летал на Ту-14, Ил-28, получив квалификацию штурмана 2-го класса. После аварии на Ту-14 перестал летать. С 1952 года — помощник главного штурмана по радионавигации ВВС Северного флота. В 1954 году подполковник Г. В. Писарев уволен в запас.
Вернулся на родину. Жил в посёлке городского типа Старая Вичуга Ивановской области. Скончался 29 марта 1957 года. Похоронен на кладбище посёлка Старая Вичуга.

## Награды
- Медаль «Золотая Звезда» Героя Советского Союза (6.03.1945)
- Орден Ленина (6.03.1945)
- Три ордена Красного Знамени (13.05.1942, 14.01.1944, 21.08.1953)
- Орден Отечественной войны I степени (13.07.1944)
- Орден Красной Звезды (15.11.1950)
- Медаль «За боевые заслуги» (3.11.1944)
- Ряд медалей СССР

## Память
- На родине, в посёлке Старая Вичуга, его именем названы улица, и с 2000 года — средняя школа.
- Имя Героя увековечено на мемориале в городе Иваново.
- Бюст Г. В. Писарева, в числе 53-х лётчиков-североморцев, удостоенных звания Героя Советского Союза, установлен на Аллее героев-авиаторов Северного флота в посёлке Сафоново ЗАТО, город Североморск Мурманской области.
- Мемориальная доска в память о Г. В. Писареве установлена в 2017 году Российским военно-историческим обществом на здании профессионального лицея № 12 города Вичуга, где он учился.